# Сельское поселение Стреленское
Сельское поселение Стреленское — сельское поселение, существовавшее в составе Великоустюгского района Вологодской области с 2006 по 2014 год.
Центр — деревня Верхнее Анисимово.
Располагалось на юго-востоке Великоустюгского района. Площадь более 16 тыс. га, в том числе 1,5 тыс. га сельскохозяйственных земель.

## История
Стреленский сельсовет был образован на месте прихода Богоявленской Стрелинской церкви в деревне Павловское. В 1911 году в приход входило 19 деревень с населением 3016 человек. В 1924 году к нему присоединились деревни Верхняя и Нижняя Кичуга, ранее относившиеся к Нижнеерогодскому приходу.
В 1949 году была построена машинно-тракторная станция и при ней посёлок Кичуга.
В 1959 году Стреленский сельсовет был объединён с Воломским сельсоветом.
В 1999 году был утверждён список населённых пунктов Вологодской области, согласно которому в состав Стреленского сельсовета входили 13 населённых пунктов.
1 января 2006 года в соответствии с Федеральным законом № 131 «Об общих принципах организации местного самоуправления в Российской Федерации» Стреленский сельсовет был преобразован в Стреленское сельское поселение.
Население по данным переписи 2010 года составляло 189 человек, оценка на 1 января 2012 года — 178 человек.
Законом Вологодской области от 28 мая 2014 года Стреленское сельское поселение присоединено к Опокскому.

## Экономика
Во время коллективизации на территории сельсовета были созданы 9 колхозов, в 1965 году они объединились в совхоз «Заря». В 1990-е годы в совхозе было три крупные бригады: Кичуга, Анисимово, Полдарса. В 1997 году он распался на частные и фермерские хозяйства.
На базе производственных помещений совхоза создано предприятие по переработке леса. Действуют 2 крестьянских хозяйства.
На территории поселения работают две начальные школы, Стреленский дом культуры, Кичугский клуб, библиотека, два фельдшерско-акушерских пункта, детский сад, автоматическая телефонная станция на 50 номеров.

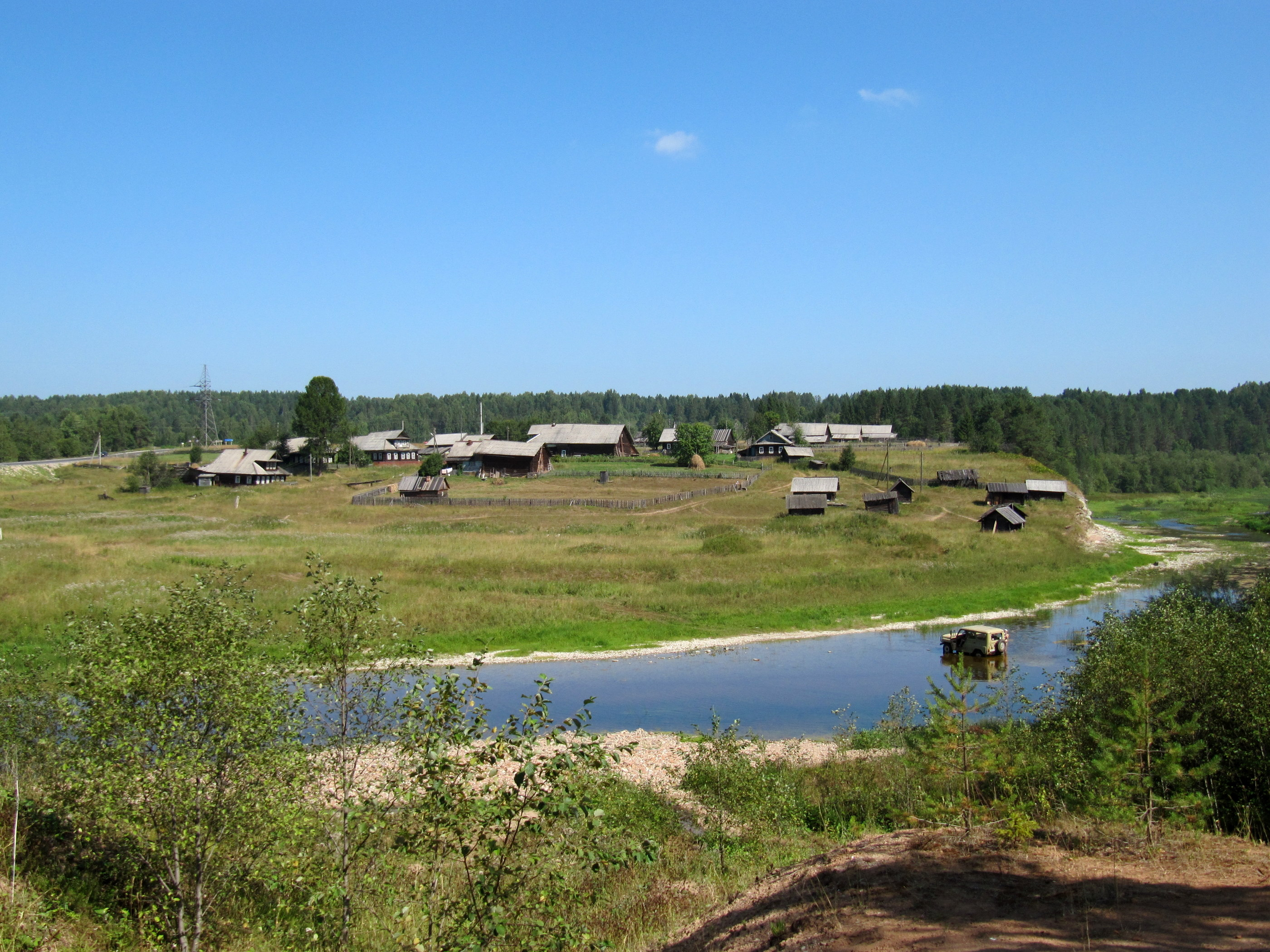
деревня Студеное на берегу Стрельны

## Природа
Территория сельского поселения находится в водоохранной зоне и покрыта лесами и болотами. По территории поселения с юго-запада на северо-восток протекает река Сухона, в которую впадает её правый приток Стрельна. На берегах Стрельны расположены геологические заказники «Стрельна» (площадь 3750 га) и «Бобры», на берегу Сухоны — геологический заповедник «Исады».

## Населённые пункты
В состав сельского поселения входили 13 населённых пунктов, в том числе
1 посёлок и
12 деревень, из них 4 нежилых.
| Населённый пункт          | ОКАТО          | Рег. номер | Расстояние до районного центра, км | Расстояние до центра поселения, км | Координаты                      |
| ------------------------- | -------------- | ---------- | ---------------------------------- | ---------------------------------- | ------------------------------- |
| деревня Анохинское        | 19 214 860 002 | 1194       | 52                                 | 2                                  | 60°35′18″ с. ш. 45°35′00″ в. д. |
| деревня Вакулово          | 19 214 860 003 | 1195       | 54                                 | 4                                  | 60°35′19″ с. ш. 45°38′51″ в. д. |
| деревня Верхнее Анисимово | 19 214 860 001 | 1193       | 50                                 | —                                  | 60°35′33″ с. ш. 45°35′28″ в. д. |
| деревня Верхняя Кичуга    | 19 214 860 004 | 1196       | 48,5                               | 8                                  | 60°37′33″ с. ш. 45°41′26″ в. д. |
| деревня Исады             | 19 214 860 005 | 1197       | 48                                 | 3                                  | 60°36′28″ с. ш. 45°37′30″ в. д. |
| посёлок Кичуга            | 19 214 860 006 | 1198       | 47,5                               | 7                                  | 60°37′26″ с. ш. 45°40′36″ в. д. |
| деревня Нижнее Анисимово  | 19 214 860 007 | 1199       | 51                                 | 1                                  | 60°35′18″ с. ш. 45°35′33″ в. д. |
| деревня Нижняя Кичуга     | 19 214 860 008 | 1200       | 50                                 | 9,5                                | 60°37′43″ с. ш. 45°42′34″ в. д. |
| деревня Павловское        | 19 214 860 009 | 1201       | 53                                 | 3                                  | 60°34′58″ с. ш. 45°37′08″ в. д. |
| деревня Пожарище          | 19 214 860 010 | 1202       | 52                                 | 2                                  | 60°35′41″ с. ш. 45°37′11″ в. д. |
| деревня Пуртовино         | 19 214 860 011 | 1203       | 48,5                               | 2                                  | 60°36′30″ с. ш. 45°36′12″ в. д. |
| деревня Студёное          | 19 214 860 012 | 1204       | 54                                 | 4                                  | 60°35′00″ с. ш. 45°32′44″ в. д. |
| деревня Чермянино         | 19 214 860 013 | 1205       | 55                                 | 5                                  | 60°36′59″ с. ш. 45°39′16″ в. д. |